# Frontiera între Austro-Ungaria și România
Frontiera între Austro-Ungaria și România a fost o frontieră internațională, care a delimitat teritoriile Austro-Ungariei (Ducatul Bucovinei, Regatul Ungariei) și României, între anii 1878-1918. 
Partea de nord a frontierei se termina la intersecția între frontierele României, Rusiei și Austro-Ungariei (Bucovina) pe râul Prut (la Răchitna, localitate aflată în preajma orășelului Noua Suliță). Granița urma apoi un segment scurt în direcția vestică, apoi continua spre sud, traversa râul Siret și ajungea la sud de orașul Suceava. De aici urma direcția vestică până la intersecția între Bucovina, Transilvania și România în Munții Călimani.
Continuă apoi spre crestele sudice ale Carpaților Orientali (Munții Carpați ai Moldo-Munteniei) până în Munții Penteleu, de unde ia direcția vestică: crestele Carpaților Meridionali (Alpii Transilvaniei), Munții Făgăraș, Depresiunea Sibiu și Munții Vâlcan) până în Munții Godeanu (2230 m). De aici continuă spre sud pe malul râului Cerna, până la confluența acestuia cu Dunărea, la est de Orșova, unde se interectau frontierele Austro-Ungariei, Serbiei și României.
Această graniță a existat în mod oficial până în 1920, când s-a desființat prin tratatele de pace de la Saint-Germain-en-Laye și Trianon.